# Tuoni lontani
Tuono lontano è un film del 1973 diretto da Satyajit Ray. Vinse l'Orso d'oro al Festival di Berlino.

## Riconoscimenti
- 1973 - Festival di Berlino
  - Orso d'oro